# Drosselrohrsänger
Der Drosselrohrsänger (Acrocephalus arundinaceus) ist ein Singvogel aus der Gattung der Rohrsänger (Acrocephalus) und der Familie der Rohrsängerartigen (Acrocephalidae). In Mitteleuropa ist der Drosselrohrsänger ein gebietsweise verbreiteter, aber nur lokal häufiger Brut- und Sommervogel.

## Beschreibung

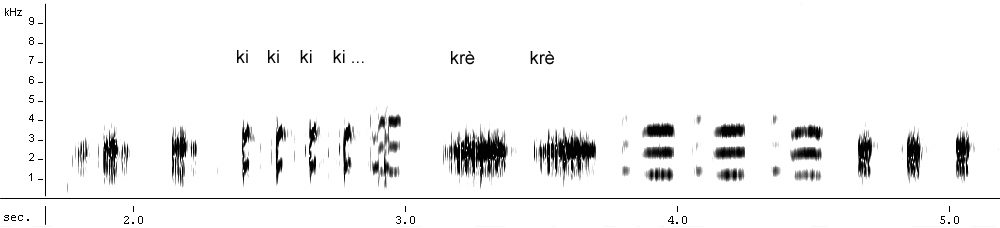
Drosselrohrsänger : Sonagramm. Macta (Algerien)

Der Drosselrohrsänger ist etwa 19 cm lang und ist mit einer Flügellänge von 9 cm der größte aller mitteleuropäischen Rohrsängerarten. Das Gewicht beträgt etwa 25 bis 36 Gramm. Die Oberseite ist braun, seine Unterseite gelblichweiß. Der Vogel hat eine weißliche Kehle, einen kräftigen Schnabel und einen undeutlich weißen Überaugenstreif. Männchen und Weibchen haben die gleiche Färbung. Sein Gesang klingt wie „kaare kaare krieht krieht“ zur Markierung seines Reviers.

## Verbreitung und Lebensraum

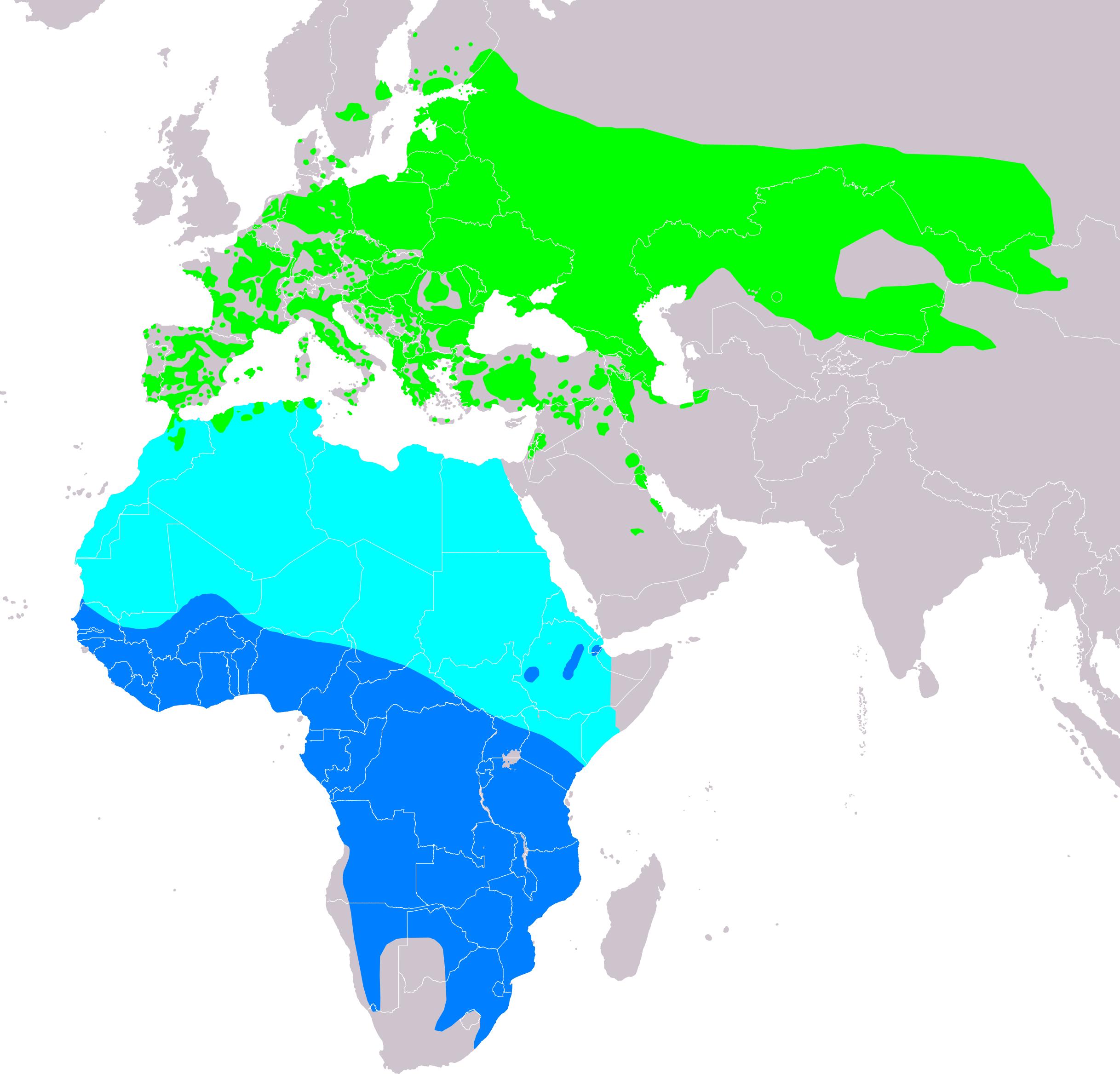
Verbreitung des Drosselrohrsängers:
Brutgebiete
Migration
Überwinterungsgebiete

Das Verbreitungsgebiet des Drosselrohrsängers erstreckt sich vom Nordwesten Afrikas, Portugals und Spaniens bis in den Nordosten Chinas, den Süden von Sachalin und den Norden Japans. In Mitteleuropa war der Drosselrohrsänger ursprünglich in den Tiefebenen bis in einige Mittelgebirgslagen verbreitet. Seit den 1970er Jahren kam es zum Teil zu sehr drastischen Bestandseinbrüchen. Er weist seitdem große Verbreitungslücken auf und ist nur noch im Nord- und Südosten Mitteleuropas ein häufiger Brutvogel.
In fast ganz Europa ist der Langstreckenzieher von April bis September anwesend. Sein Winterquartier hat er im tropischen und südlichen Afrika. Abreisezeit und Zugrichtung sind ihm angeboren. Der Drosselrohrsänger lebt im dichten Schilf und Ufergebüsch von Seen, Teichen, Mooren und Flüssen. Ideale Habitate sind Schilf- und Schilf-Rohrkolben-Mischbestände, die drei bis sechs Jahre alt sind und Halme von mehr als 6,5 Millimeter Durchmesser aufweisen. Je Quadratmeter sollten zwischen 34 und 62 Halme stehen. Am häufigsten sind Drosselrohrsänger in mindestens fünf Meter breiten Röhrichtgürteln an größeren Stillgewässern zu finden.

## Ernährung
Der Drosselrohrsänger klettert und hüpft geschickt im Schilf und ernährt sich von Spinnen, Weichtieren, Insekten, deren Larven, jungen Amphibien und Beeren.

## Fortpflanzung

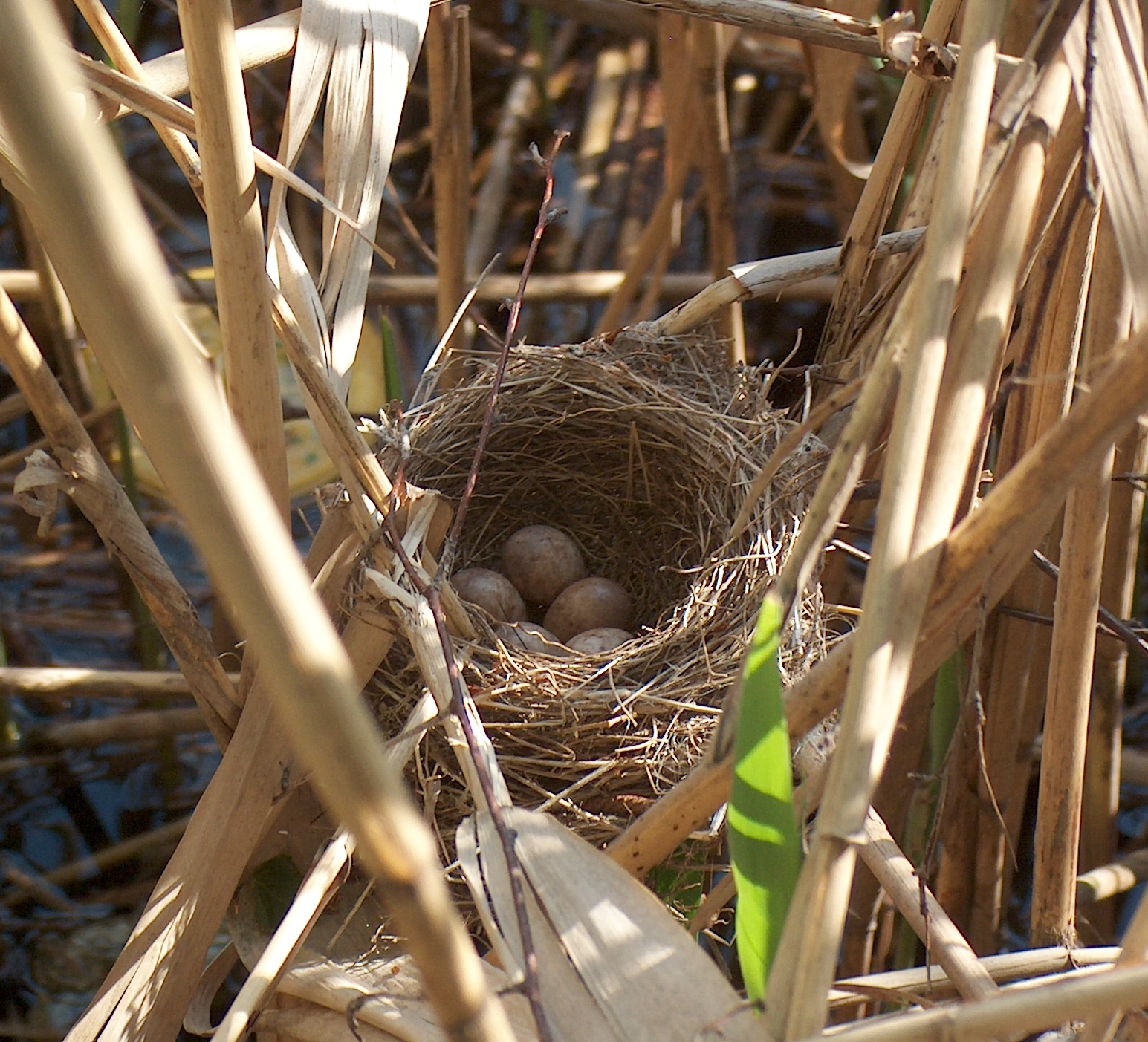
Nest mit Gelege

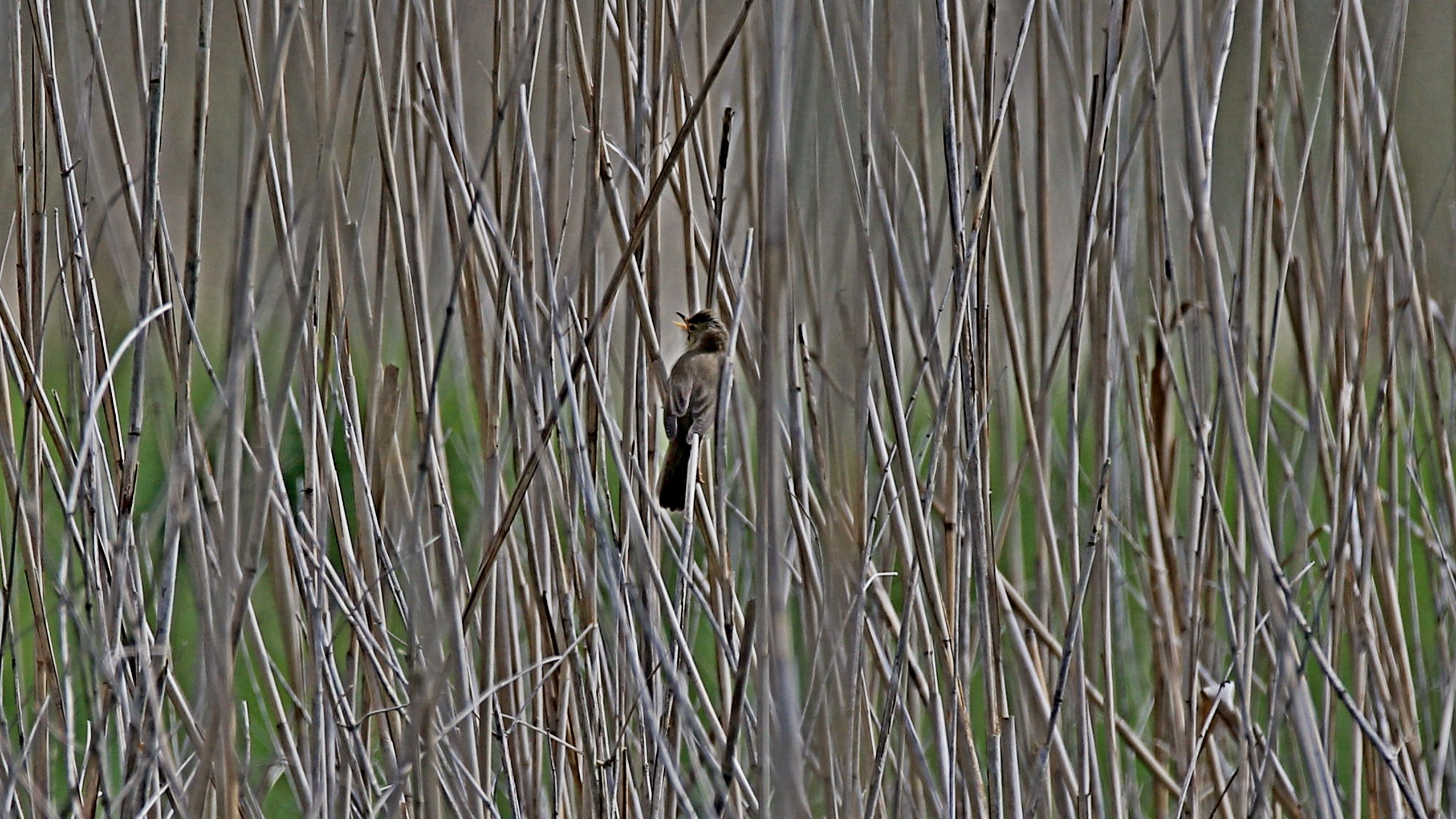
Drosselrohrsänger im Schilf

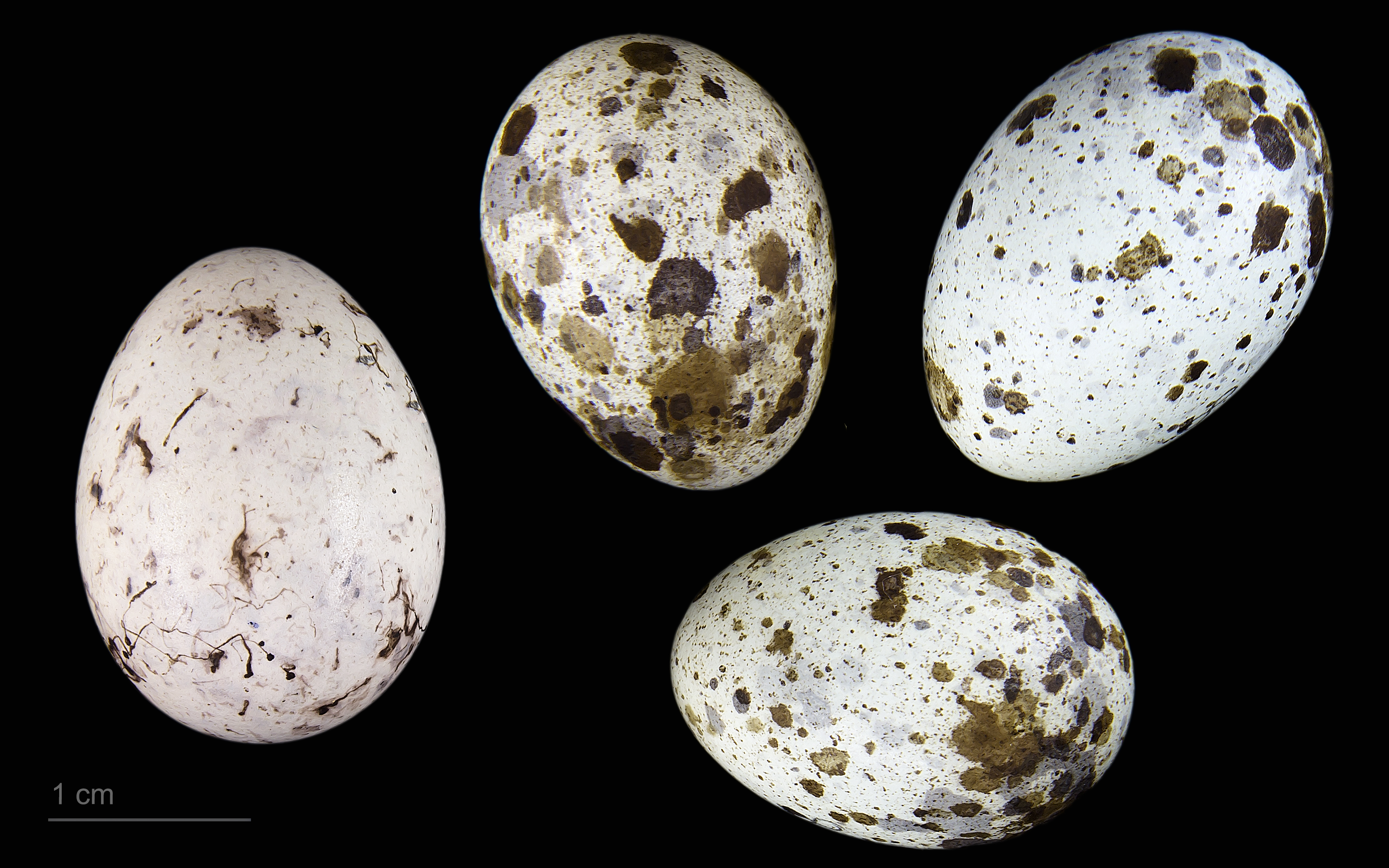
Links: Cuculus canorus canorus, rechts: Acrocephalus arundinaceus,- Sammlung Museum von Toulouse

Die Geschlechtsreife tritt nach einem Jahr ein. Die Hauptbrutzeit ist Mai bis Juli. Das aus Gräsern und Schilfhalmen napfförmig geflochtene Nest ist meistens im Schutz von Röhrichtbeständen von drei bis vier Schilfhalmen über dem Wasser befestigt. Das Weibchen legt vier bis sechs Eier. Die Eier werden 13 bis 15 Tage lang gewärmt. Die Jungvögel bleiben 12 bis 14 Tage im Nest. In den Nestern von Rohrsängern sind oft Kuckuckseier zu finden, weil sie eine ähnliche Farbe aufweisen.
Es gibt Hinweise darauf, dass Nebenweibchen die Gelege der Hauptweibchen zerstören, um ihren eigenen Bruterfolg durch Ovizid zu erhöhen.

## Unterarten
Es werden folgende zwei Unterarten anerkannt:
- A. a. arundinaceus (Linnaeus, 1758) – Europa bis Nordiran und nordwestliche Arabische Halbinsel
- A. a. zarudnyi Hartert, EJO, 1907 – südöstliches europäisches Russland und Nordiran bis Nordwest-Mongolei und Nordwestchina

## Gefährdungssituation und Bestand
Die Art wird wegen des sehr großen Verbreitungsgebietes von etwa 22.200.000 km² in der Roten Liste der IUCN als nicht gefährdet (Least Concern) eingestuft, wenngleich der Gesamtbestand abnimmt. Der europäische Brutbestand ist hingegen stabil und umfasst etwa 5.190.000 bis 9.360.000 adulte Individuen. Als Bedrohungen werden Habitatverlust durch Trockenlegung von Feuchtgebieten und klimawandelbedingtes Absterben von Schilfbeständen sowie das Insektensterben genannt.
In Mitteleuropa weitete sich das Brutareal zu Beginn des 20. Jahrhunderts deutlich aus. Dazu trug die beginnende Gewässereutrophierung und eine Zunahme des Schilfbestands bei. Die anhaltende Gewässereutrophierung sowie ein zum Teil erheblicher Lebensraumverlust durch Trockenlegung von Feuchtgebieten führte ab den 1950er Jahren zu einem Rückgang der Art. Diese verstärkte sich ab den 1970er Jahren. Zu sehr starken Bestandsrückgängen kam es unter anderem in den Niederlanden, Belgien, Deutschland, Tschechien und der Slowakei. So sank beispielsweise der Brutpaarbestand in den Niederlanden von mehr als 10.000 Brutpaare in den 1950er Jahren auf weniger als 300 Brutpaare in den 1990er Jahren. In Luxemburg und weiten Teilen Belgiens und Deutschlands erloschen einzelne Populationen zum Teil völlig. Langfristig weitgehend stabile Populationen finden sich nur in Regionen wie Nord-Mähren und Polen, wo es unbeeinträchtigte große Röhrichtflächen gibt. Seit den 1980er Jahren haben sich die Bestände in Deutschland und der Niederlande auf niedrigem Niveau stabilisiert.
Eine Ursache der Bestandsrückgänge ist häufig darin zu finden, dass der Drosselrohrsänger stärker als andere Rohrsängerarten negativ auf die Verlandung des Schilfröhrichts reagiert. Die Eutrophierung und der Biozideinsatz hat außerdem dazu geführt, dass zur Brutzeit sich das Angebot größerer Insekten verringert hat. Er reagiert außerdem empfindlich auf Störungen am Brutplatz durch Wassersportler und andere Erholungssuchende.

## Trivia
Der Asteroid des inneren Hauptgürtels (8600) Arundinaceus ist nach dem Drosselrohrsänger benannt, (wissenschaftlicher Name Acrocephalus arundinaceus). Zum Zeitpunkt der Benennung des Asteroiden am 2. Februar 1999 befand sich der Drosselrohrsänger auf der niederländischen Roten Liste gefährdeter Vogelarten.